# Université de Lorraine
Université de Lorraine är ett franskt universitet. Det har sitt säte i städerna Nancy och Metz, i den tidigare regionen Lorraine (sedan 2016 en del av Grand Est).
University of Lorraine skapades 2012 genom en sammanslagning av universitetet i Metz, universitetet i Nancy I, universitetet i Nancy II och det nationella polytekniska institutet i Lorraine.
År 2022 hade Université de Lorraine 60 000 studenter och 6 900 lärare (varav 3 900 involverade i forskning).

## Berömda akademiker
- Omar Er Rafik, en fransk fotbollsspelare av marockanskt ursprung som spelar för The Belval Belvaux